# Bitwa pod Beaumont
Bitwa pod Beaumont – starcie zbrojne, które miało miejsce 30 sierpnia 1870 r. podczas wojny francusko-pruskiej w okolicy Beaumont-en-Argonne.
Bitwa rozegrała się pomiędzy francuskim Piątym Korpusem "d'Armee" pod dowództwem generała Pierre Louis Charles de Failly, a pruskimi oddziałami IV i XII Armii (Królewska Saksońska) pod komendą króla Jerzego I (XII Armia była cała Saksońska, podczas gdy IV Armia była mieszanką pułków z Anhaltu, Pruskiej Saksonii i Turyngii). Francuzi byli zaskoczeni w swoich kwaterach i odepchnięci na Monzon ze stratami 4800 osób i 42 dział, podczas gdy pruskie wojska straciły 3500 żołnierzy.